# Michiko Kuwano
Pour les articles homonymes, voir Kuwano.
Michiko Kuwano (桑野通子, Kuwano Michiko), née le 4 janvier 1915 et morte le 1er avril 1946, est une actrice japonaise.

## Biographie

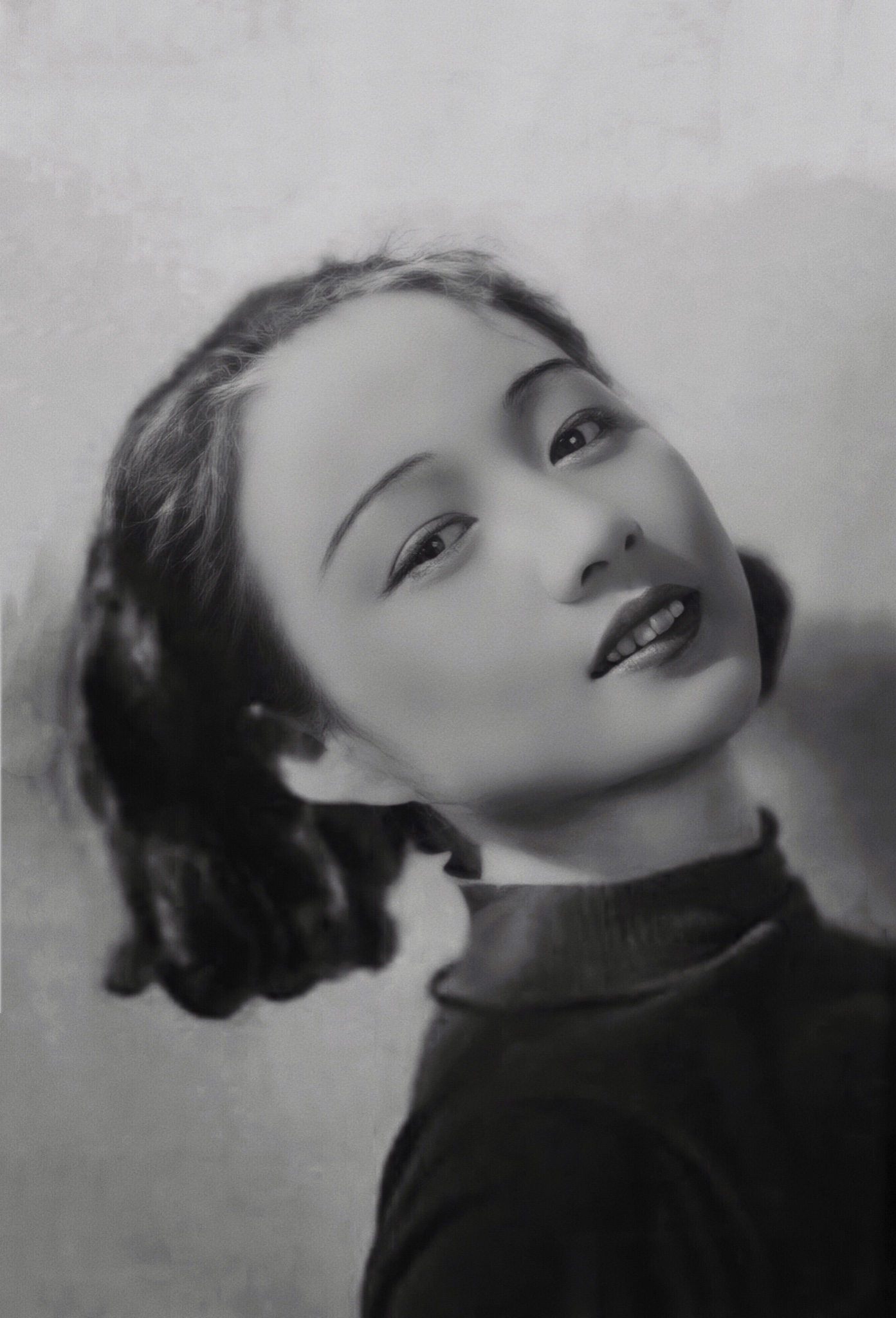
Michiko Kuwano en 1936.

Michiko Kuwano nait le 4 janvier 1915 dans l'ancienne municipalité de Shiba-ku (ja), aujourd'hui située dans l'arrondissement de Minato à Tokyo. Son père est cuisinier, sa mère meurt alors qu'elle a quatre ans.
Elle entre à la Shōchiku en 1934 et tourne son premier film avec Hiroshi Shimizu, réalisateur avec lequel elle collabore à de nombreuses reprises.
Elle donne naissance en juillet 1942 à Miyuki Kuwano qui deviendra actrice.
Le 29 mars 1946, elle s'évanouit pendant le tournage de La Victoire des femmes de Kenji Mizoguchi. Elle meurt le 1er avril 1946 des suites d'une hémorragie due à une grossesse extra-utérine à l'âge de 31 ans.
Michiko Kuwano a tourné dans près de 90 films pour la Shōchiku entre 1934 et 1946.

## Filmographie
Sauf indication contraire, la filmographie de Michiko Kuwano est établie à partir de la base de données JMDb.

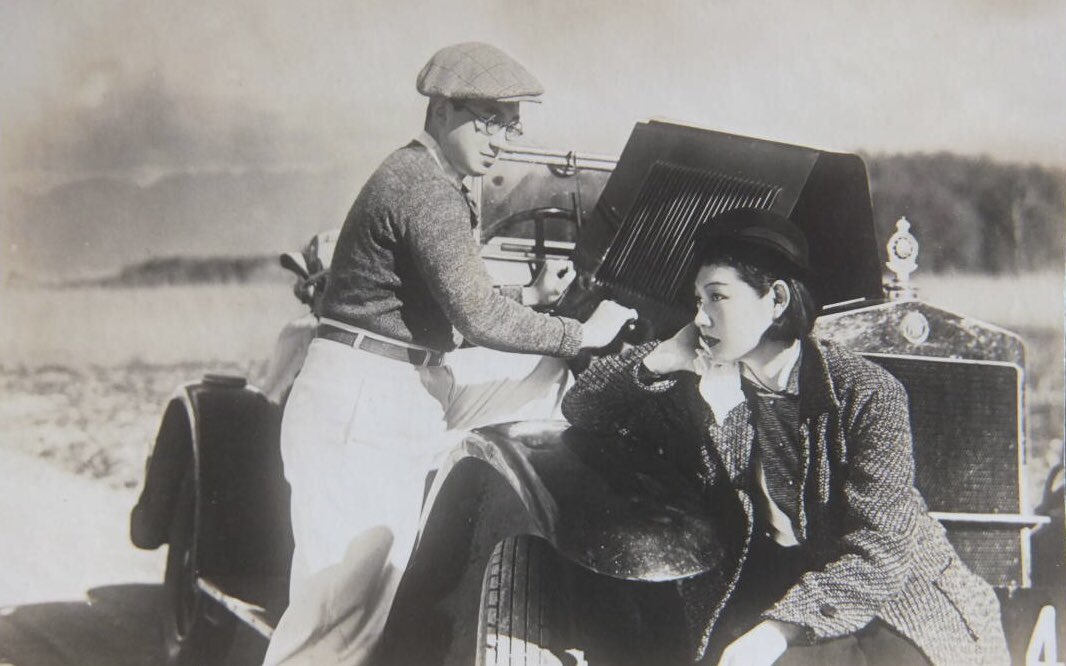
Toshiaki Konoe et Michiko Kuwano dans Voyage de classe amoureux (1934).

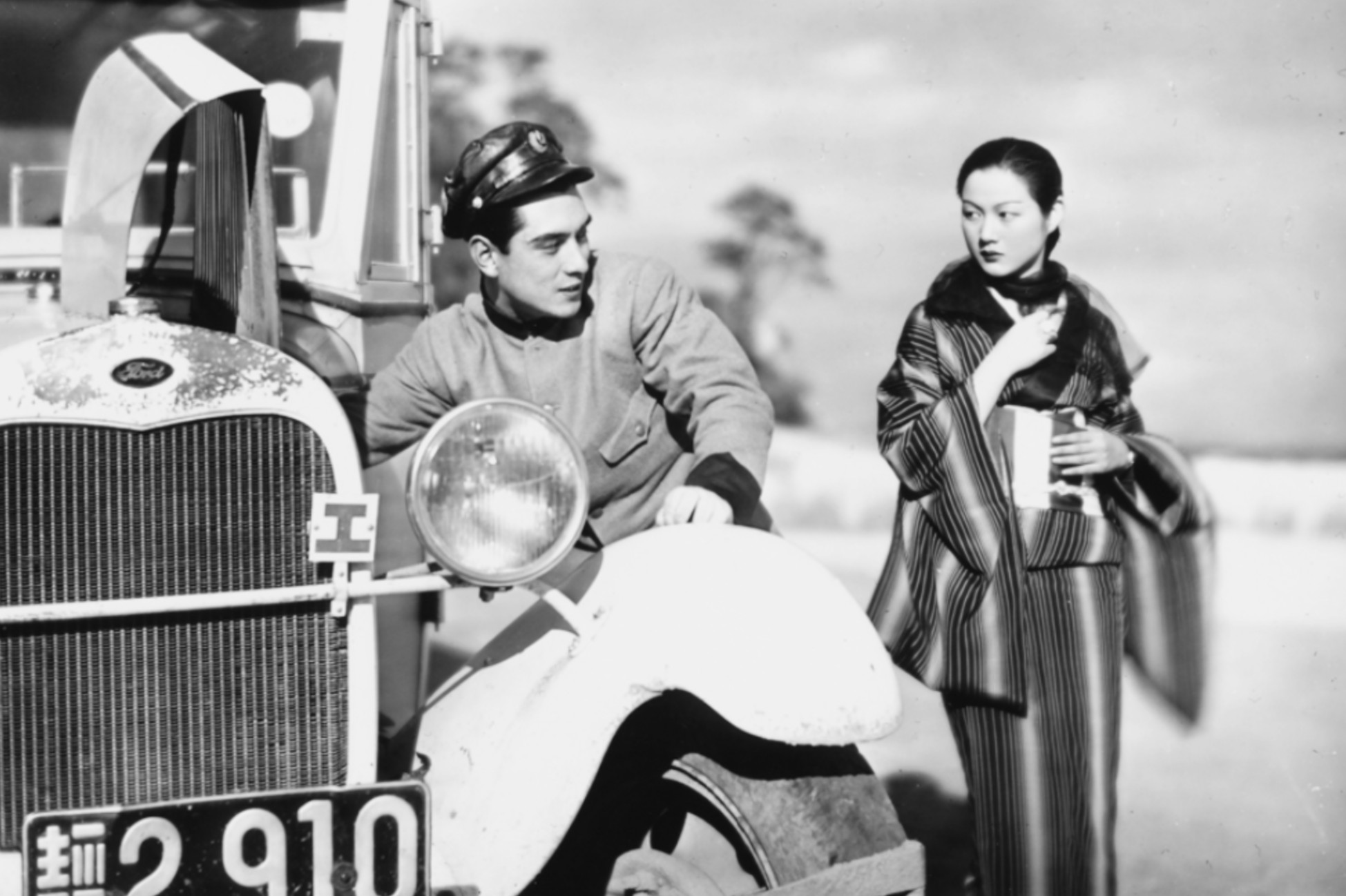
Ken Uehara et Michiko Kuwano dans Monsieur Merci (1936).

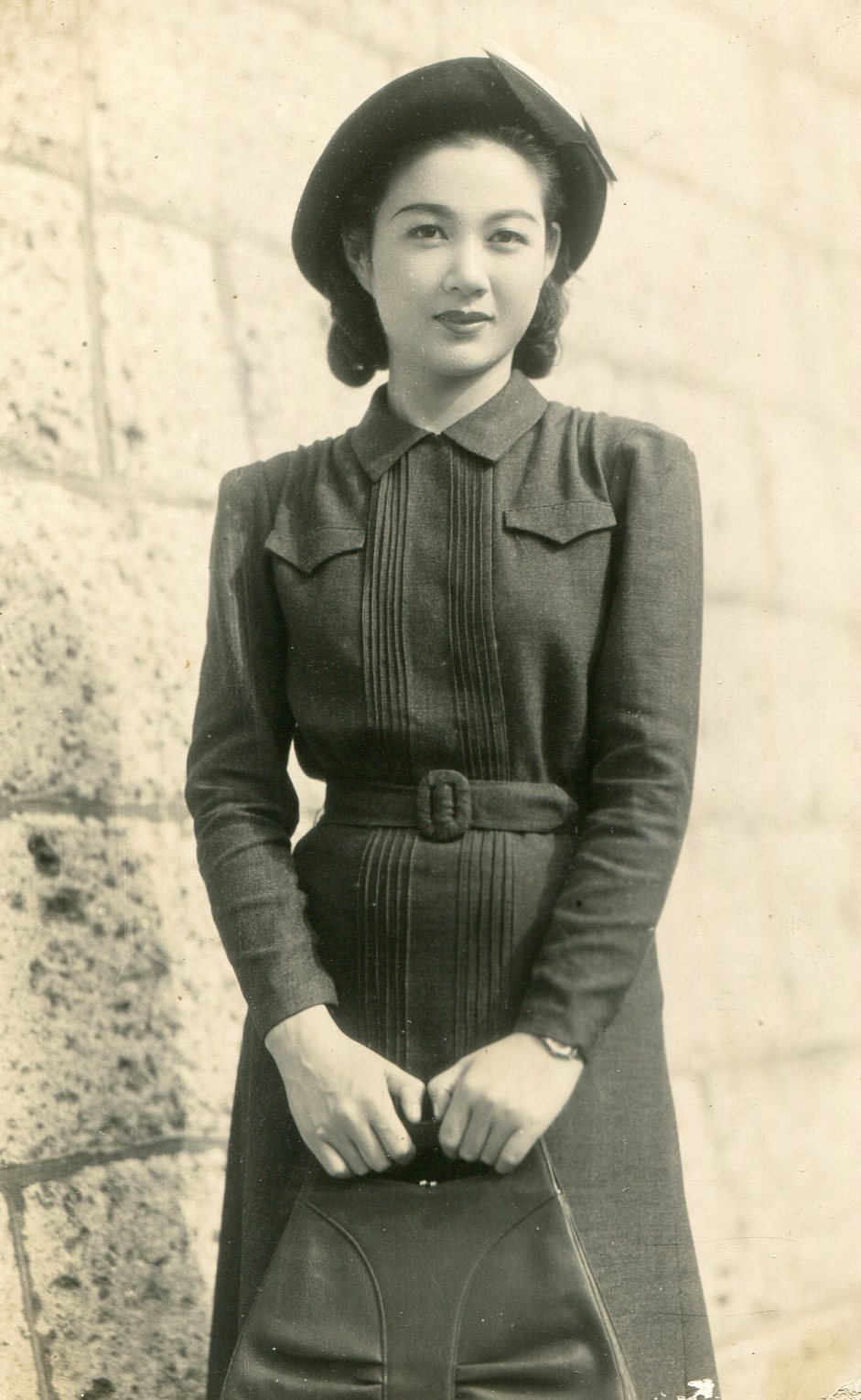
Michiko Kuwano.

### Les années 1930
- 1934 : Éclipse (金環蝕, Kinkanshoku?) de Hiroshi Shimizu : Tomone Iwaki
- 1934 : Voyage de classe amoureux (恋愛修学旅行, Renai shūgakuryokō?) de Hiroshi Shimizu : Eiko
- 1934 : Le Jeune Universitaire IV (大学の若旦那・日本晴れ, Daigaku no wakadanna: Nihonbare?) de Hiroshi Shimizu : Kazuko
- 1935 : Les Héros de Tokyo (東京の英雄, Tōkyō no eiyū?) de Hiroshi Shimizu : Kayoko Nemoto
- 1935 : Onna no kanjō (女の感情?) de Yasushi Sasaki
- 1935 : L'Épanouissement du printemps (若旦那 春爛漫, Wakadanna haruranman?) de Hiroshi Shimizu : Michiko
- 1935 : Lui, elle et les jeunes gens (彼と彼女と少年達, Kare to kanojo to shōnentachi?) de Hiroshi Shimizu
- 1935 : Umi no kyōdai (海の兄弟?) de Keisuke Sasaki
- 1935 : Cœur double (双心臓, Sōshinzō?) de Hiroshi Shimizu
- 1935 : Sendō kawai ya (船頭可愛いや?) de Hideo Munemoto
- 1935 : Reijin shakōba (麗人社交場?) de Hiromasa Nomura
- 1935 : Eikyū no ai: Zenpen (永久の愛 前篇?) de Yoshinobu Ikeda
- 1935 : Eikyū no ai: Kōhen (永久の愛 後篇?) de Yoshinobu Ikeda
- 1935 : Amour, version luxe (恋愛豪華版, Ren'ai gōka ban?) de Hiroshi Shimizu
- 1935 : Elle a dit qu’elle ne l’aimait pas (彼女は嫌いとひいました, Kanojo wa kirai to iimashita?) de Yasujirō Shimazu
- 1936 : Hirenge (悲恋華?) de Yasushi Sasaki
- 1936 : Le Millionnaire (若旦那 百万石, Wakadanna hyakumangoku?) de Hiroshi Shimizu
- 1936 : Les Montagnes de la passion (感情山脈, Kanjō sanmyaku?) de Hiroshi Shimizu
- 1936 : Monsieur Merci (有りがたうさん, Arigatō-san?) de Hiroshi Shimizu : la femme qui a roulé sa bosse
- 1936 : Réunion de famille (家族会議, Kazoku kaigi?) de Yasujirō Shimazu : Kiyoko Kajiwara
- 1936 : Boku no haru (僕の春?) de Shūzō Fukada
- 1936 : La Loi de l'amour (愛の法則, Ai no hōsoku?) de Hiroshi Shimizu et Yasushi Sasaki
- 1936 : Un monde libre (自由の天地, Jiyū no tenchi?) de Hiroshi Shimizu
- 1936 : Hommes contre femmes (男性対女性, Dansei tai josei?) de Yasujirō Shimazu : Miyoko Tsuda
- 1936 : Itako oiwake (潮来追分?) de Hideo Munemoto
- 1936 : Onna no inochi (女のいのち?) de Shūzō Fukada
- 1936 : Les Beaux Atours de la jeunesse (青春満艦飾, Seishun mankanshoku?) de Hiroshi Shimizu : Yae
- 1936 : Waga haha no sho (わが母の書?) de Yoshinobu Ikeda
- 1937 : Les Cartes de la jeune mariée (花嫁かるた, Hanayome karuta?) de Yasujirō Shimazu : Misako
- 1937 : Qu'est-ce que la dame a oublié ? (淑女は何を忘れたか, Shukujo wa nani o wasureta ka?) de Yasujirō Ozu : Setsuko
- 1937 : Momoko no teisō (桃子の貞操?) de Shūzō Fukada
- 1937 : Haha no yume (母の夢?) de Yasushi Sasaki
- 1937 : Cœur enchaîné (恋も忘れて, Koi mo wasurete?) de Hiroshi Shimizu : Oyuki
- 1937 : Otoko no tsugunai I - II (男の償ひ 前篇・後篇?) de Hiromasa Nomura
- 1937 : 水郷情歌 湖上の霊根 de Hideo Munemoto
- 1937 : Le Chant de marche de l'armée (進軍の歌, Shingun no uta?) de Yasushi Sasaki : Oyuki
- 1938 : Les Nouvelles Familles (新家庭暦, Shin katei reki?) de Hiroshi Shimizu : Nanako
- 1938 : Gin'iro no michi (銀色の道?) de Keisuke Sasaki
- 1938 : Sugata naki shinnyūsha (姿なき侵入者?) de Shūzō Fukada
- 1938 : Hotaru no hikari (螢の光?) de Yasushi Sasaki : Mlle Kawara
- 1938 : Waga kokoro no chikai (わが心の誓ひ?) de Hideo Munemoto
- 1938 : Junjō fujin (純情夫人?) de Keisuke Sasaki
- 1938 : Honō no uta (炎の詩?) de Yasushi Sasaki
- 1938 : Daichi no tsuma (大地の妻?) de Shūzō Fukada
- 1938 : Katsura, l'arbre de l'amour (愛染かつら, Aizen katsura?) de Hiromasa Nomura : Michiko Nakata
- 1938 : Journal d'une famille (家庭日記, Katei nikki?) de Hiroshi Shimizu : Ume
- 1938 : Kekkon no shukudai (結婚の宿題?) de Keisuke Sasaki
- 1938 : Les Japonais (日本人, Nihonjin?) de Yasujirō Shimazu
- 1939 : Himawari musume (向日葵娘?) de Keisuke Sasaki
- 1939 : Kekkon tenkizu (結婚天気図?) d'Iseo Hirukawa
- 1939 : Un frère et sa petite sœur (兄とその妹, Ani to sono imoto?) de Yasujirō Shimazu : Fumiko
- 1939 : Zoku aizen katsura (続愛染かつら?) de Hiromasa Nomura
- 1939 : Shin josei mondō (新女性問答?) de Yasushi Sasaki
- 1939 : Eiga emaki (栄華絵巻?) d'Iseo Hirukawa
- 1939 : Nippon no tsuma (日本の妻?) de Keisuke Sasaki
- 1939 : Kuroshio (黒潮?) de Kenkichi Hara
- 1939 : Hatō (波濤?) de Kenkichi Hara
- 1939 : Hanayome kyōsō (花嫁競争?) de Yasushi Sasaki
- 1939 : Aizen katsura: Kanketsu-hen (愛染かつら 完結篇?) de Hiromasa Nomura
- 1939 : Nīzuma mondō (新妻問答?) de Hiromasa Nomura

### Les années 1940

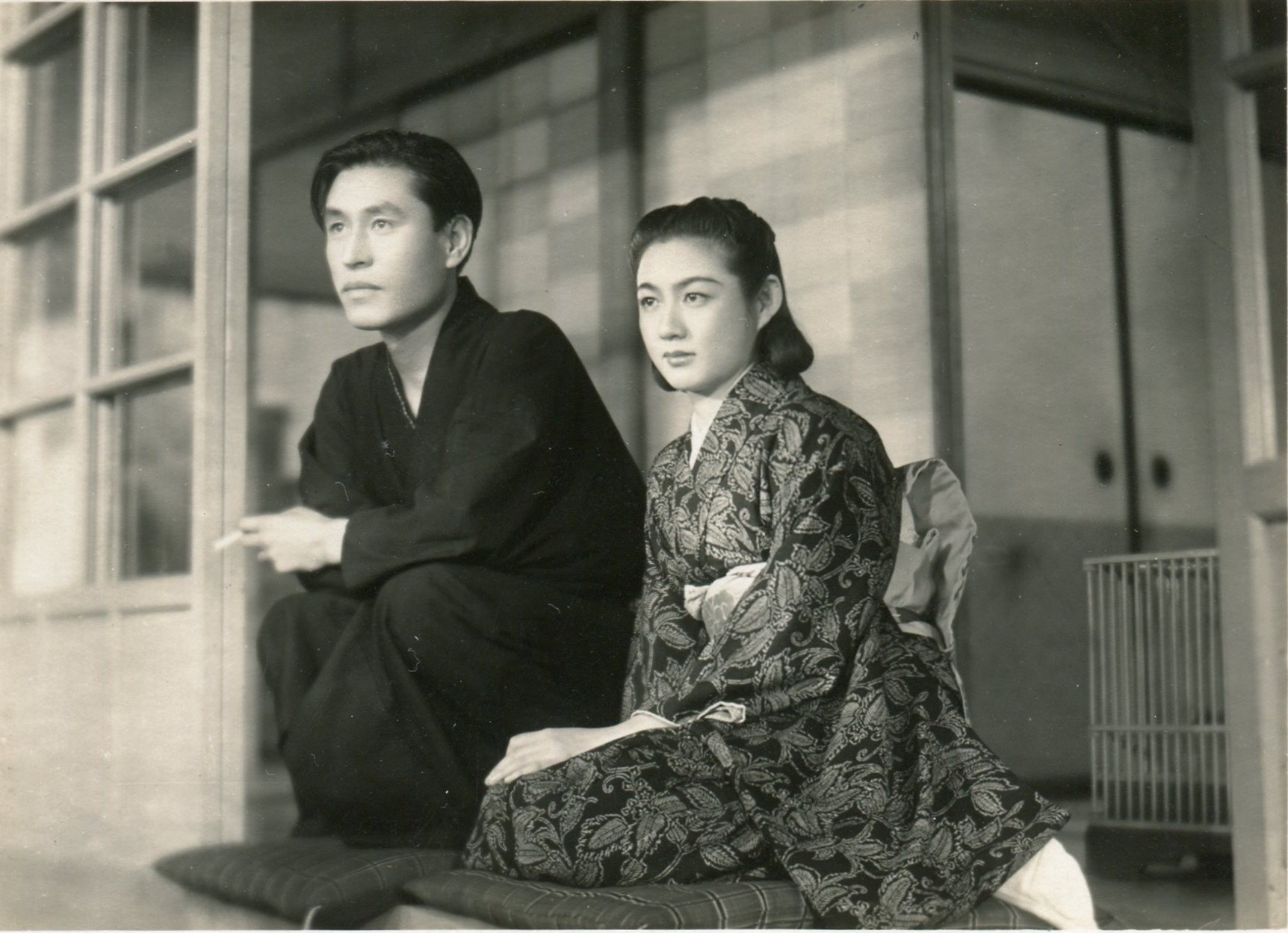
Shin Saburi et Michiko Kuwano dans Les Frères et Sœurs Toda (1941).

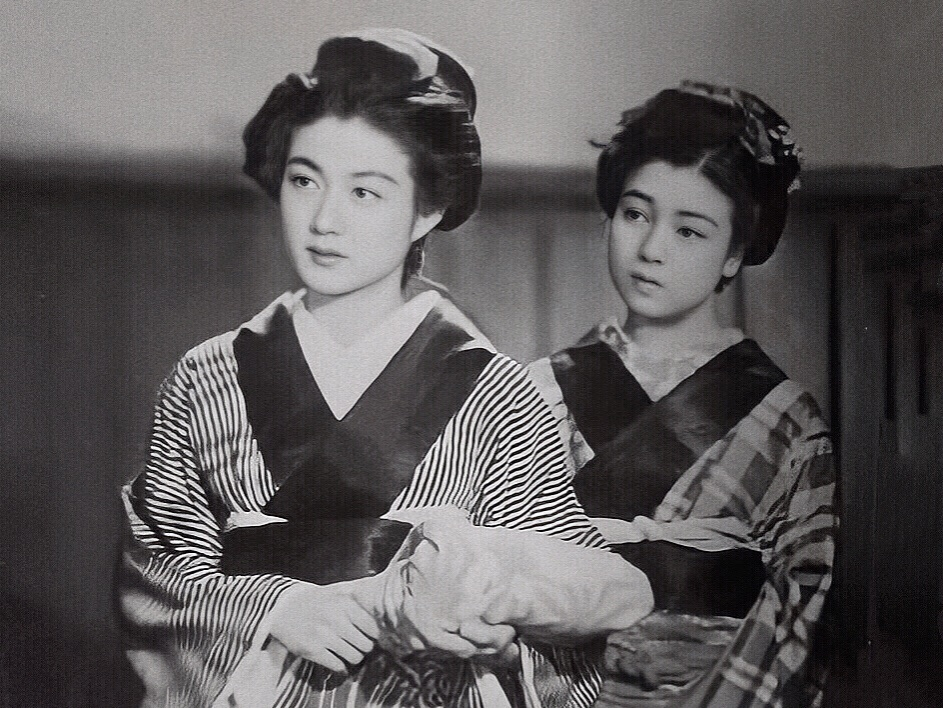
Michiko Kuwano et Machiko Kyō dans Tengudaoshi (1944).

- 1940 : J'ai un mari (私には夫がある, Watashi ni wa otto ga aru?) de Hiroshi Shimizu : Asami Yasui
- 1940 : Shiki no yume (四季の夢?) de Kenkichi Hara
- 1940 : Mito Kōmon (水戸黄門?) de Kintarō Inoue
- 1940 : La Résolution de la femme I (女性の覚悟 第一部 純情の花, Josei no kakugo: Junjō no hana?) de Minoru Shibuya et Kenkichi Hara
- 1940 : La Résolution de la femme II (女性の覚悟 第二部 犠牲の歌, Josei no kakugo: Gisei no uta?) de Minoru Shibuya et Kenkichi Hara
- 1940 : Ai no bōfū (愛の暴風?) de Hiromasa Nomura
- 1940 : Utsukushiki wagaya (美しき我が家?) de Hideo Ōba
- 1940 : Kekkon seishun (結婚青春?) de Shunkai Mizuho (ja)
- 1940 : Bara inochi araba (薔薇命あらば?) de Kenkichi Hara
- 1940 : L'Histoire du commandant de chars Nishizumi (西住戦車長伝, Nishizumi senshacho-den?) de Kōzaburō Yoshimura : la jeune femme chinoise
- 1941 : Les Frères et Sœurs Toda (戸田家の兄妹, Todake no kyodai?) de Yasujirō Ozu : Tokiko
- 1941 : Genki de ikōyo (元気で行かうよ?) de Hiromasa Nomura
- 1941 : Shifun tsuihō (脂粉追放?) de Yasushi Sasaki
- 1941 : Fleurs (花, Hana?) de Kōzaburō Yoshimura
- 1941 : Odoru kuroshio (踊る黒潮?) de Keisuke Sasaki
- 1942 : Aratanaru kōfuku (新たなる幸福?) de Noboru Nakamura
- 1942 : Ningen dōshi (人間同志?) de Noboru Nakamura
- 1943 : Ojisan (をぢさん?) de Minoru Shibuya et Kenkichi Hara
- 1943 : Hiwa Normanton jiken: Kamen no butō (秘話ノルマントン号事件 仮面の舞踏?) de Keisuke Sasaki
- 1944 : Obā-san (おばあさん?) de Kenkichi Hara
- 1944 : Tengudaoshi (天狗倒し?) de Kintarō Inoue
- 1944 : Touché coulé (不沈艦撃沈, Fuchinkan gekichin?) de Masahiro Makino
- 1945 : Kotobukiza (ことぶき座?) de Kenkichi Hara
- 1945 : Les Demoiselles d'Izu (伊豆の娘たち, Izu no musumetachi?) de Heinosuke Gosho : Okin
- 1946 : La Victoire des femmes (女性の勝利, Josei no shōri?) de Kenji Mizoguchi : Michiko